# Eric Temple Bell
Eric Temple Bell (Peterhead, 7 de fevereiro de 1883 — Watsonville, 21 de dezembro de 1960) foi um matemático escocês que trabalhou nos Estados Unidos. Como autor foi conhecido por seu pseudônimo John Taine.